# Eupelops forsslundi
Eupelops forsslundi är en kvalsterart som först beskrevs av Balogh 1959.  Eupelops forsslundi ingår i släktet Eupelops och familjen Phenopelopidae. Inga underarter finns listade i Catalogue of Life.